# Банай, Эхуд
Эхуд Банай (ивр. אֵהוּד בַּנַּאי‎; род. 31 марта 1953) — израильский музыкант и автор песен.

## Биография
Эхуд Банай родился в Иерусалиме. Его отец - актер Яаков Банай, старший из братьев и сестер Банай. Семья переехала в Гиватаим когда Эхуду было четыре. В десять лет он научился играть на виолончели. В 1971 году он был призван в ЦАХАЛ, служил в пехотной бригаде Нахаль. После демобилизации он уехал в Лондон, где играл в Лондонском метро в течение шести месяцев.
По возвращении в Израиль, после неудачной карьеры почтальона в Гиватаиме, поселился в Рош-Пинне. Там Банай познакомился с Эли Магеном (старшим сыном Ариадны Скрябиной) — талантливым музыкантом, играющим на классической гитаре. Эта встреча была очень важна для Эхуда. В Рош-Пинне он встретился также с Ноамом Халеви, который позднее присоединился к группе «Беженцы».

## Семья
Банай женат, у него три дочери.

## Музыкальная карьера

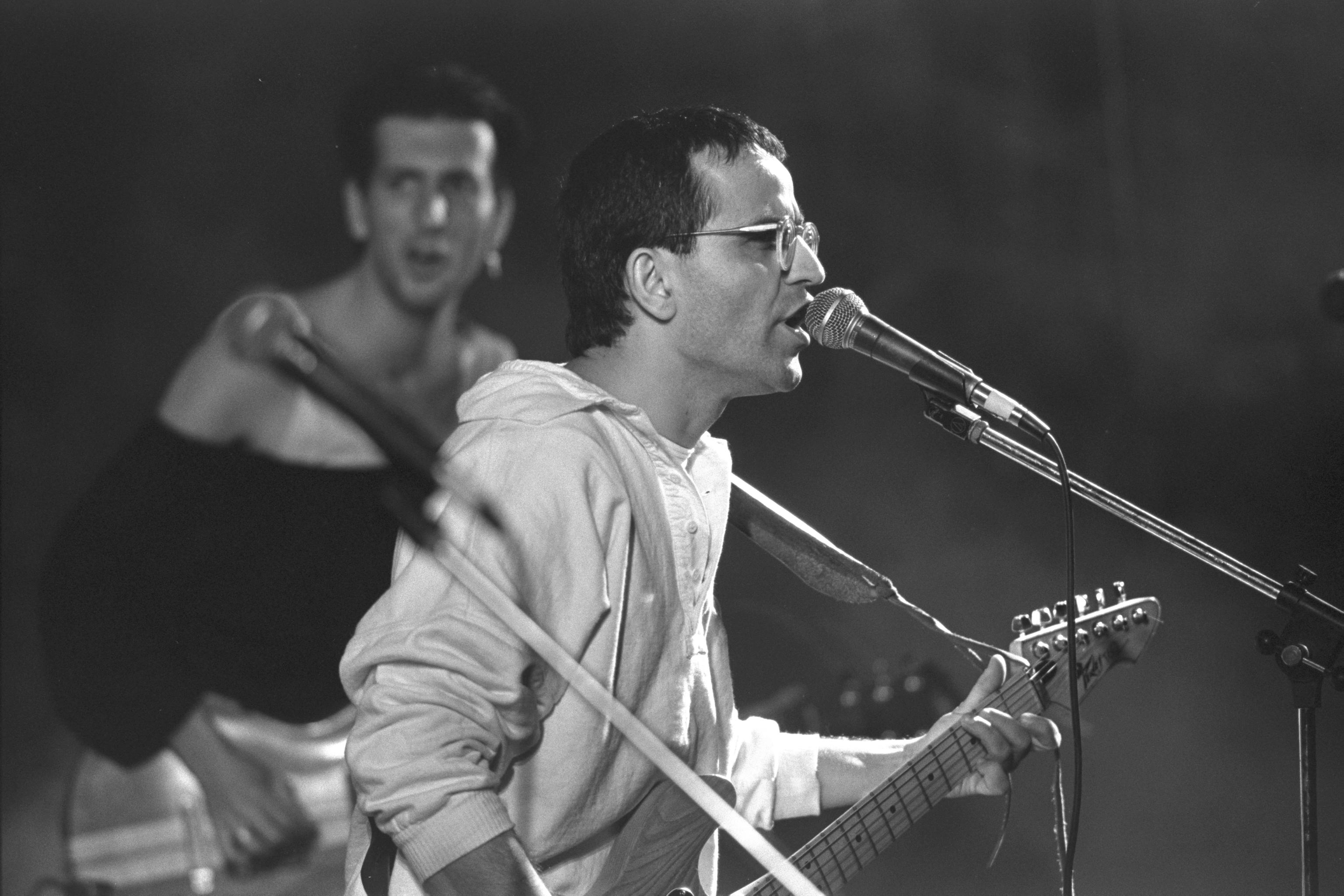
Эхуд Банай на фестивале «Неве Шалом»

В 1982 году, Банай создал группу с певицей Ави Матос. В 1986 году Эхуд и его группа «Haplitim» («Беженцы») прославились благодаря хиту «Ир Mиклат» (город-убежище) и рок-опере «МАМИ».
В 1987 году, Банай и «Беженцы» выпустили свой дебютный альбом, который, по мнению многих, является одним из лучших и самых важных альбомов Израильского рока, благодаря оригинальному сочетанию рок-музыки в стиле new wave с восточными ритмами и мелодиями. Его песни являются в основном протестными, многие из них содержат библейские сюжеты и аллюзии.

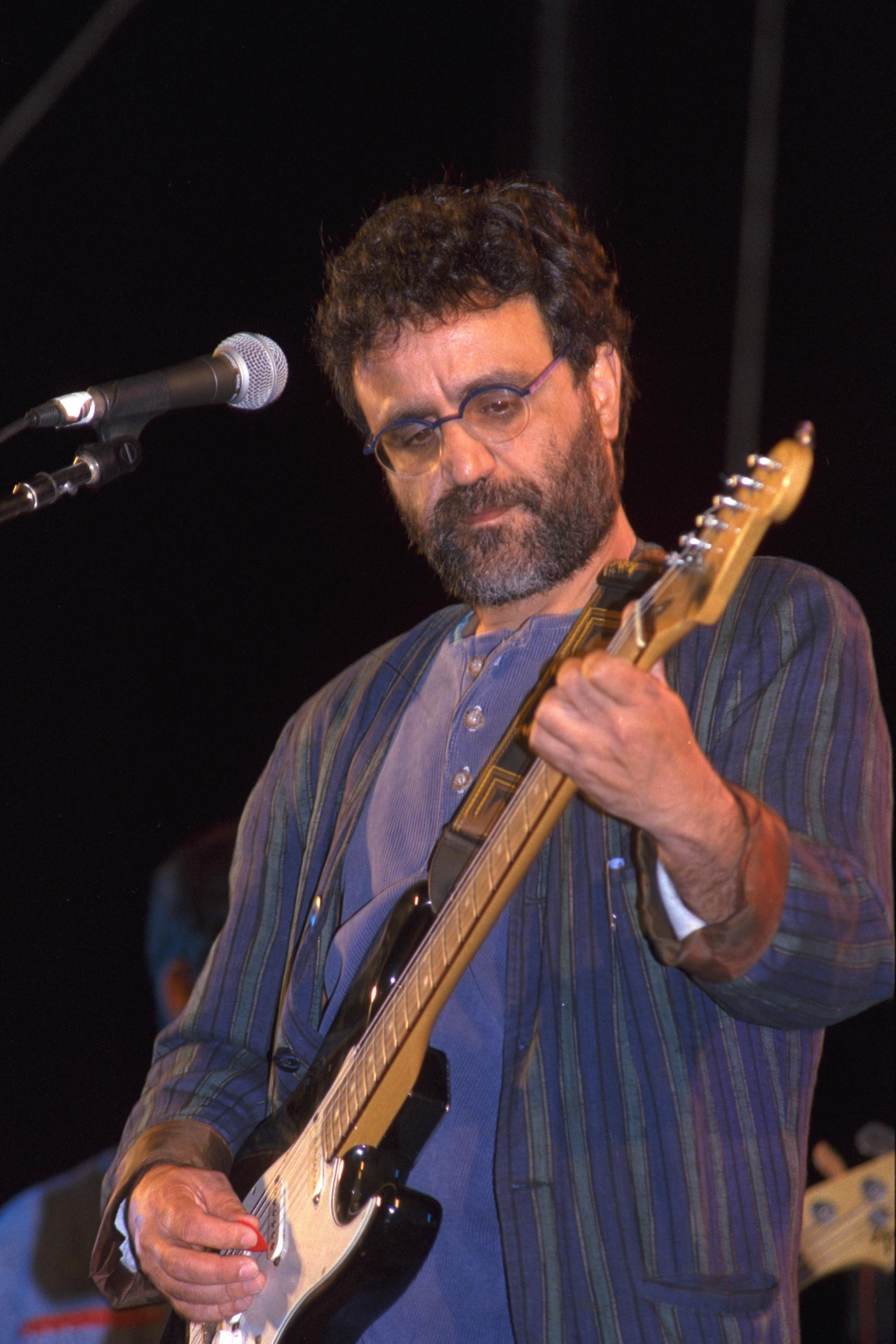
Эхуд Банай, 1997

Альбом «Каров» («Близко»), выпущенный в 1989 году, был написан под влиянием воспоминаний раннего детства в Иерусалиме, путешествий по Европе, Боба Дилана, семейных афганских и персидский еврейских корней, а также пиюта. Его альбом «Под Жасминовым деревом» его отец назвал альбомом персидских народных сказок.
В 1990-х Банай выпустил 3 альбома (Ашлиши («Третий») был выпущен в 1992 году, «Од Меат» был выпущен в 1996 году, и «Тип Типа» в 1998 году). «Ана ли» («ответь мне») был выпущен в 2004 году, песня Блюз Кнаани (ханаанский блюз) была написана в память об Меире Ариэле, а в песне «Айом» («сегодня») Банай обращается к жене.
Банай спел дуэтом с Давидом Д'Ором в альбоме «Кмо аРуах» («Как ветер»), который был выпущен 27 марта 2006.
Тройной концертный альбом «Maмших линсоа» («Продолжаю движение») был выпущен в октябре 2006 года.
Банай пишет тексты и сочиняет музыку практически для всех своих песен. Банай соблюдает еврейские традиции и даже «вернулся» к ортодоксальному еврейскому религиозному соблюдению традиций в начале 2000-х. Банай упоминает о своей связи с еврейской тематикой во многих песнях.

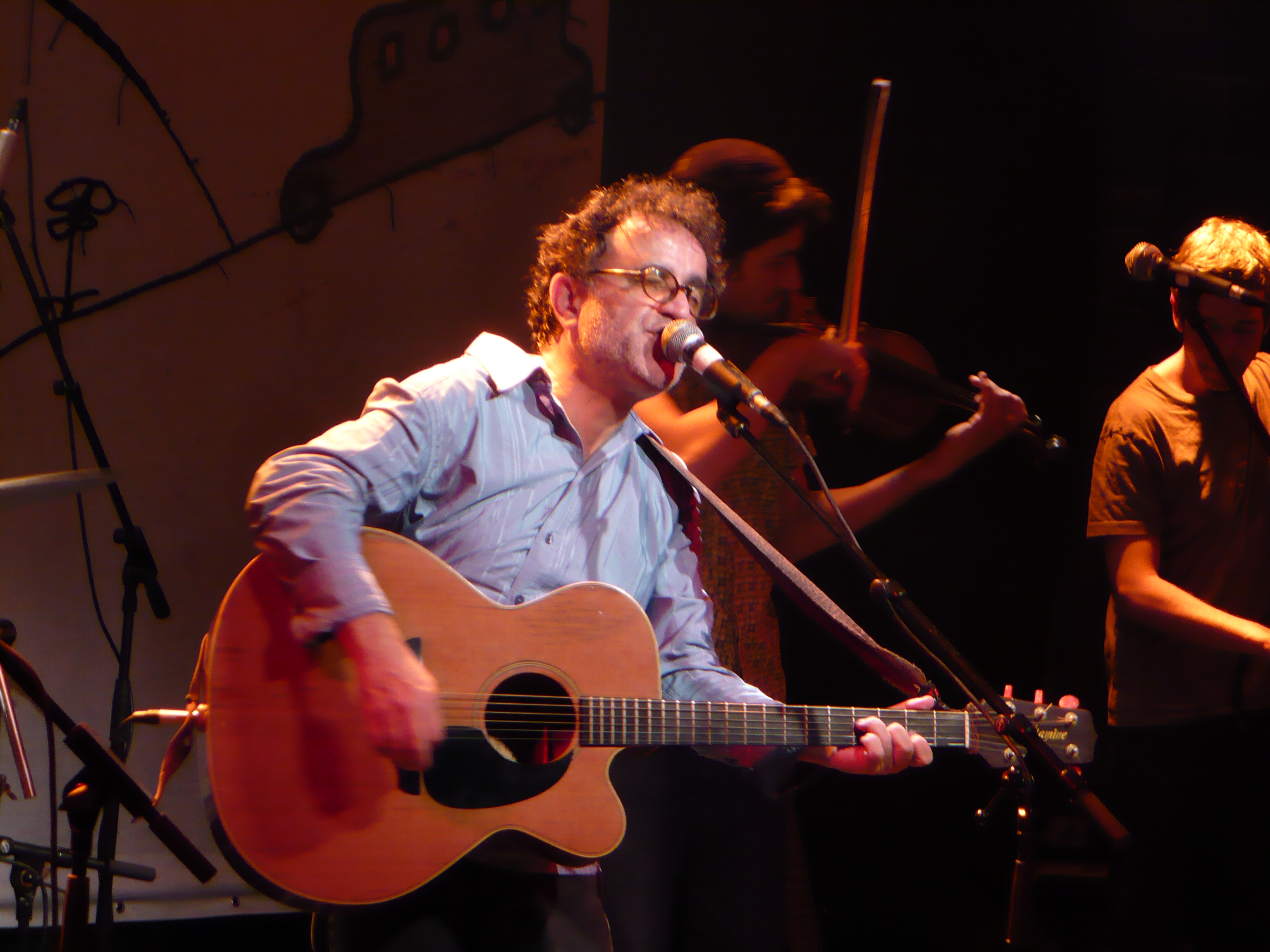
Эхуд Банай, 2008

В 2008 году документальный фильм режиссёра Авида Ливны и производства Гиди Авиви, Яэль Бирон и Дрора Наума о Банае и беженцах, «On the Move», принял участие в официальном конкурсе фестиваля Иерусалимского кино  и был показан в кинотеатрах по всему Израилю. Фильм рассказывает о ранних годах Баная на музыкальной сцене, друзьях по первой группе «Беженцы» — Йоси Слон, Жан-Жак Гольдберг, Ноам Галеви, и Джил Сметана.
В сентябре 2008 года Банай выпустил  «Шир Хадаш», альбом традиционных еврейских песен (земирот), в том числе несколько мелодий, сочиненных Шломо Калебахом.
Альбом «Ресисей Лайла» («Капли Ночи») был выпущен в 2011 году.